# Déciates
Les Déciates ou Décéates sont un peuple de la Gaule narbonnaise situé dans la région d'Antibes, entre le Loup et la Siagne.

## Histoire
Leur capitale était vraisemblablement Vallauris. Peuple ligure, d'après Strabon, ils étaient fortement celtisés.
En 154 avant J.-C., ils participèrent à la contre-attaque des Oxybiens en fournissant 4 000 hommes mais furent vaincus par Quintus Opimius,.